# Melchior Treub
Melchior Treub (Voorschoten, 26 dicembre 1851 – Saint-Raphaël, 3 ottobre 1910) è stato un botanico olandese.
Laureatosi nel 1873 all'Università di Leiden, città in cui rimase a lavorare come assistente nel campo della botanica. Trascorse gli anni dal 1880 al 1909 nelle Indie orientali olandesi.
Treub è ricordato per il suo lavoro sulla flora tropicale dell'isola di Giava e per l'organizzazione in Indonesia del Kebun Raya Bogor, i giardini botanici di Bogor (città allora nota come Buitenzorg), un'istituzione nota in tutto il mondo nel campo della botanica. 
Treub si dedicò per oltre 30 anni al potenziamento di tale istituzione e della ricerca scientifica in Indonesia fino alla fine della sua vita, rientrando nei Paesi Bassi solo un anno prima della sua morte. Nel 1903 inoltre istituì il Buitenzorg Landbouw Hogeschool divenuta in seguito l'Istituto di Agricoltura di Bogor. Per questo motivo oggigiorno la Maatschappij ter Bevordering van het Natuurkundig Onderzoek der Nederlandsche Koloniën (in italiano: "Società per l'Avanzamento della Ricerca Scientifica delle colonie dei Paesi Bassi")  è conosciuta come la Treub Maatschappij. 
Per i suoi meriti scientifici fu premiato nel 1907 con la Medaglia Linneana.
Ha creato il termine protocormo per la descrizione delle prime fasi della germinazione delle Lycopodiophyta.